# Thorn (Limbourg néerlandais)
Pour les articles homonymes, voir Thorn.

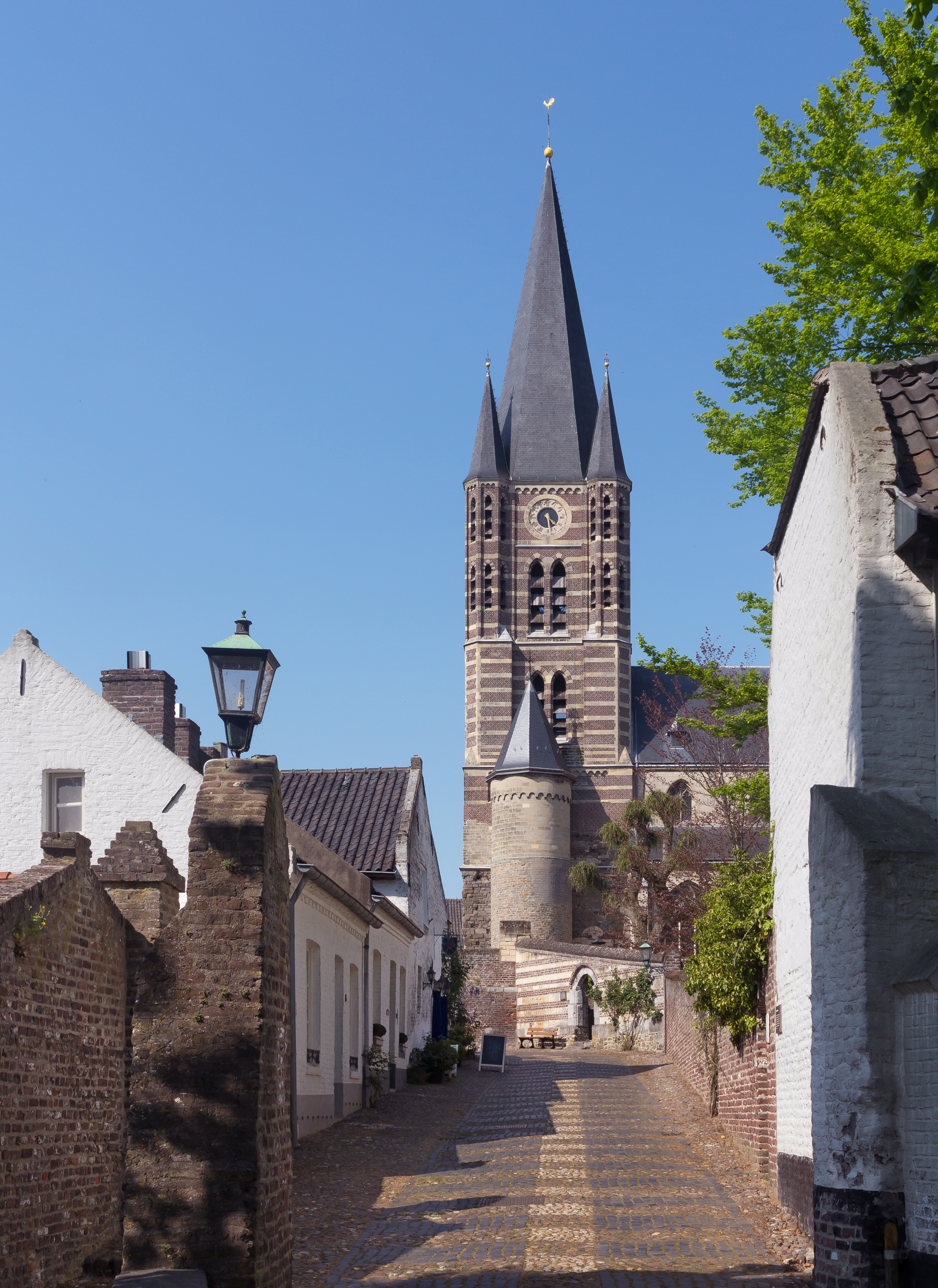
Le clocher de l'église de Abdijkerk

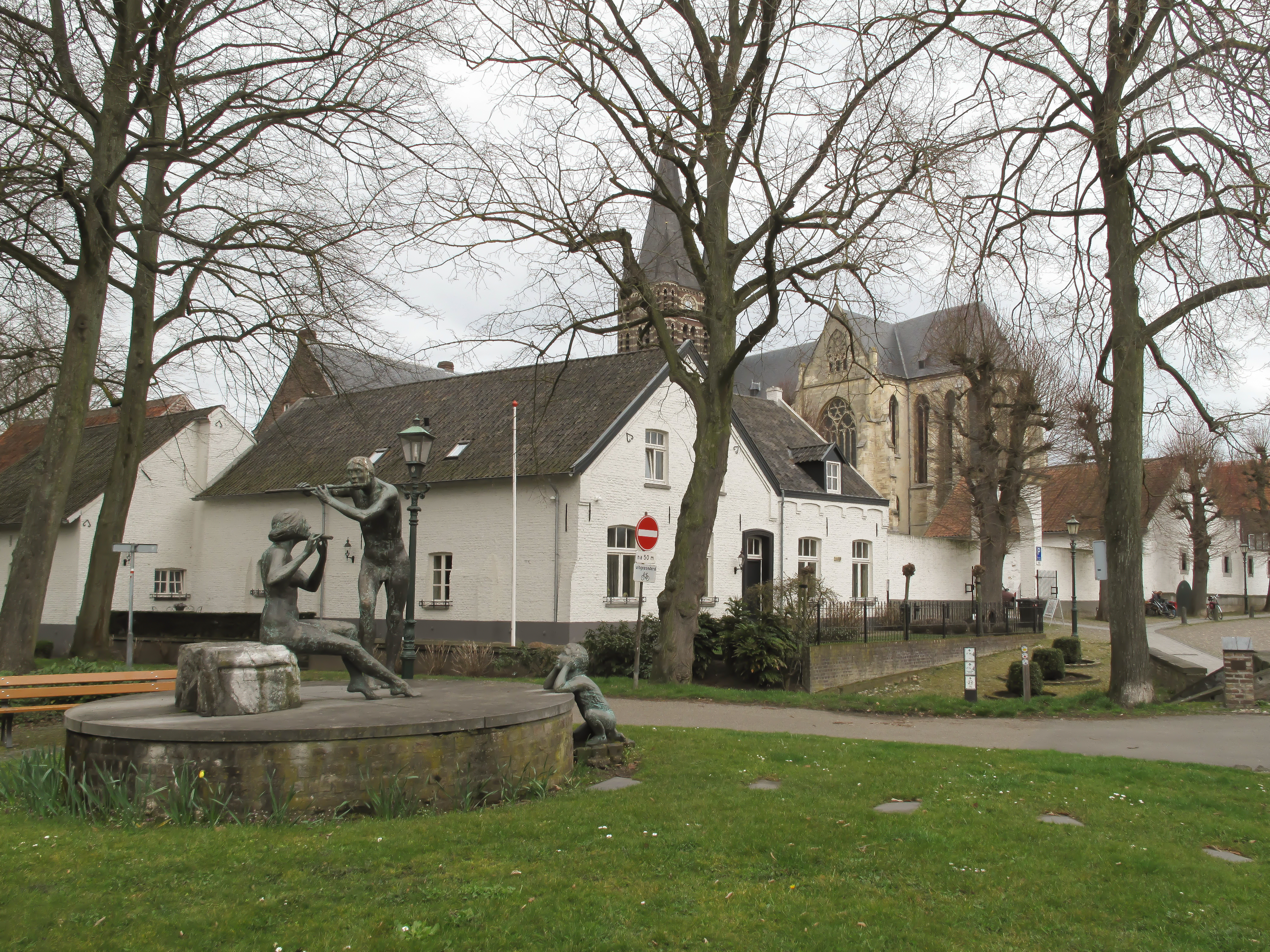
Sculpture avec l'église Sint-Michaëlkerk

Thorn, en limbourgeois Toear, est un village néerlandais situé dans la commune de Maasgouw, dans la province du Limbourg néerlandais. Le 1er janvier 2006, le village comptait 2 594 habitants.

## Histoire
Les environs de la ville de Thorn étaient très marécageux. Une voie romaine menant de Trajectum ad Mosam (Maastricht) à Ulpia Noviomagus Batavorum (Nimègue) longeait ce marais. Il le restera jusqu'à son exploitation au Xe siècle.
En 992, une abbaye (nl) de bénédictines y fut fondée par le comte Ansfrid. La première abbesse de l'abbaye fut la fille d'Ansfrid, qui prit, d'après la tradition, le nom de Bénédicte.
Cette abbaye s'est développée en établissement séculier à partir du XIIe siècle. C'était une communauté monastique dans laquelle les règles de l'ordre ont été interprétées avec une grande libéralité. Seules les femmes célibataires de la haute noblesse pouvaient entrer dans cette institution. Les femmes de l'ordre qui voulaient se marier vivaient dans leurs propres maisons à l'extérieur des murs du monastère. De nombreuses maisons de ces femmes ont été conservées, comme la Huis met de drie kogels (ou Maison aux trois balles) datée de 1648.
L'abbaye est devenue une petite principauté indépendante, la Principauté de l'abbaye de Thorn. C'était le plus petit état souverain du Saint Empire romain germanique. Le pays comprenait Thorn, Ittervoort, Haler, Grathem, Stramproy, Baexem et Ell. Le petit royaume était riche et possédait également des possessions ailleurs, comme dans la région de Breda.
Thorn obtint les droits de tenir un marché et de lever des péages en 1007. Les droits de la ville ont été accordés au XIIIe siècle. La ville était partiellement entourée d'une enceinte protectrice. À l'intérieur du mur se trouvait une zone fortifiée, l' immunité, qui appartenait à l'abbaye. Il y avait aussi un quartier bourgeois. L'agriculture était pratiquée au nord de la ville.
En 1645, un incendie est survenu détruisant de nombreuses habitations.
Thorn a beaucoup souffert de la présence des Français et cela explique pourquoi la ville a obtenu sa couleur blanche caractéristique.
Après la fuite des femmes nobles avec l'arrivée des armées françaises en 1794, les Français ont introduit une taxe basée sur la taille des fenêtres. La population pauvre, vivant souvent dans de grands bâtiments qui appartenaient auparavant à leurs riches occupants, ne pouvait pas les payer. Pour limiter le montant de la cotisation fiscale, les fenêtres ont été fermées par des briques. Dans le but de cacher ces traces d'aménagement (dites "cicatrices de pauvreté"), les maisons ont été blanchies à la chaux.
L'église abbatiale de Thorn a été utilisée comme église paroissiale. L'église paroissiale d'origine, qui remontait au XIIIe siècle, a été démolie en 1817.
En raison de la couleur typique des maisons et de la tranquillité de la ville, Thorn est rapidement devenu populaire auprès des artistes et des touristes. Lorsque la province du Limbourg a été divisée en 1839, après la révolution belge de 1830, Thorn est resté dans le giron des Pays-Bas.
Pendant la Seconde Guerre mondiale, Thorn est libérée par l'armée belge le 25 septembre 1944.
Dans la seconde moitié du XXe siècle, Thorn s'agrandit avec une zone résidentielle au nord de la ville. En 1973, le centre ancien a reçu une reconnaissance nationale et a été désigné comme zone de protégée.
Thorn a été une commune indépendante jusqu'au 1er janvier 2007. À cette date, Thorn fusionne avec Maasbracht et Heel pour former la nouvelle commune de Maasgouw.